# War on Drugs

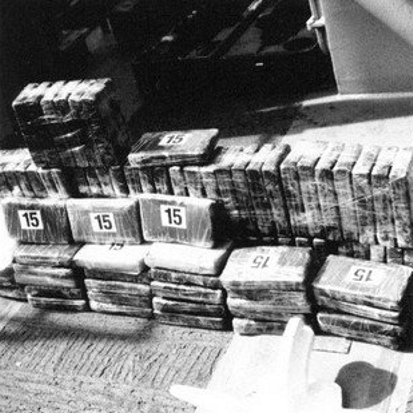
Prise de drogue aux États-Unis en 1996.

War on Drugs, traduisible par « guerre contre les drogues » ou guerre contre la drogue, est une expression utilisée aux États-Unis pour désigner les efforts entrepris par le gouvernement américain pour lutter contre les drogues.

## Historique

### Origines
La campagne des États-Unis contre la toxicomanie s'inscrit dans une logique plus globale de lutte anti-drogue basée sur l'abstinence et visant à une éradication totale des drogues dont la première étape serait leur prohibition. Ce contexte prend place lors des guerres de l'opium qui opposent principalement la Chine et le Royaume-Uni : la Chine désirant interdire les importations d'opium britannique. À la suite de ces guerres, le Royaume-Uni obtient la liberté d'importer l'opium en Chine, les ligues de tempérances américaines s'indignent alors de ce commerce forcé d'une substance stupéfiante dans un seul et unique but de profit.
Ces ligues ont des fondements d'ordre religieux — souvent protestant — ou moral et présentent la consommation de psychotropes comme un danger pour la société et les valeurs morales. Ces ligues sont rejointes par des mouvements féministes et prennent une place importante dans la politique américaine influant sur le discours et la politique internationale.
En 1906, les législateurs américains mettent en place une première loi le Pure Food and Drug Act qui vise à contrôler la vente de cocaïne dont l'abus se fait de plus en plus important puis en 1914, le Harrison Narcotics Tax Act pour finir par prohiber l'alcool (1919-1933) et enfin la marijuana en 1937. En 1909, à Shanghai, a lieu la première concertation internationale sur le sujet à l'initiative des États-Unis, et dont l'un des objectifs est de priver les Européens des revenus fructueux du commerce de l'opium. Après la Première Guerre mondiale, une importante campagne soutenue par l'Association médicale américaine réclame l'interdiction des centres de traitement médical des drogués. Entre 1914 et 1938, 25 000 médecins sont inculpés pour avoir traité des drogués et 3 000 d'entre eux sont incarcérés.
Elle sera suivie de la conférence de La Haye en 1912 où sera signée la première Convention internationale de l'opium. Dès la fin de la Seconde Guerre mondiale, les États-Unis prennent en main la politique internationale de lutte anti-drogue notamment via l'ONU ; diverses conventions visant à interdire ou à réglementer ces produits (conventions internationales de 1961, 1971 et 1988).

### Depuis les années 1960

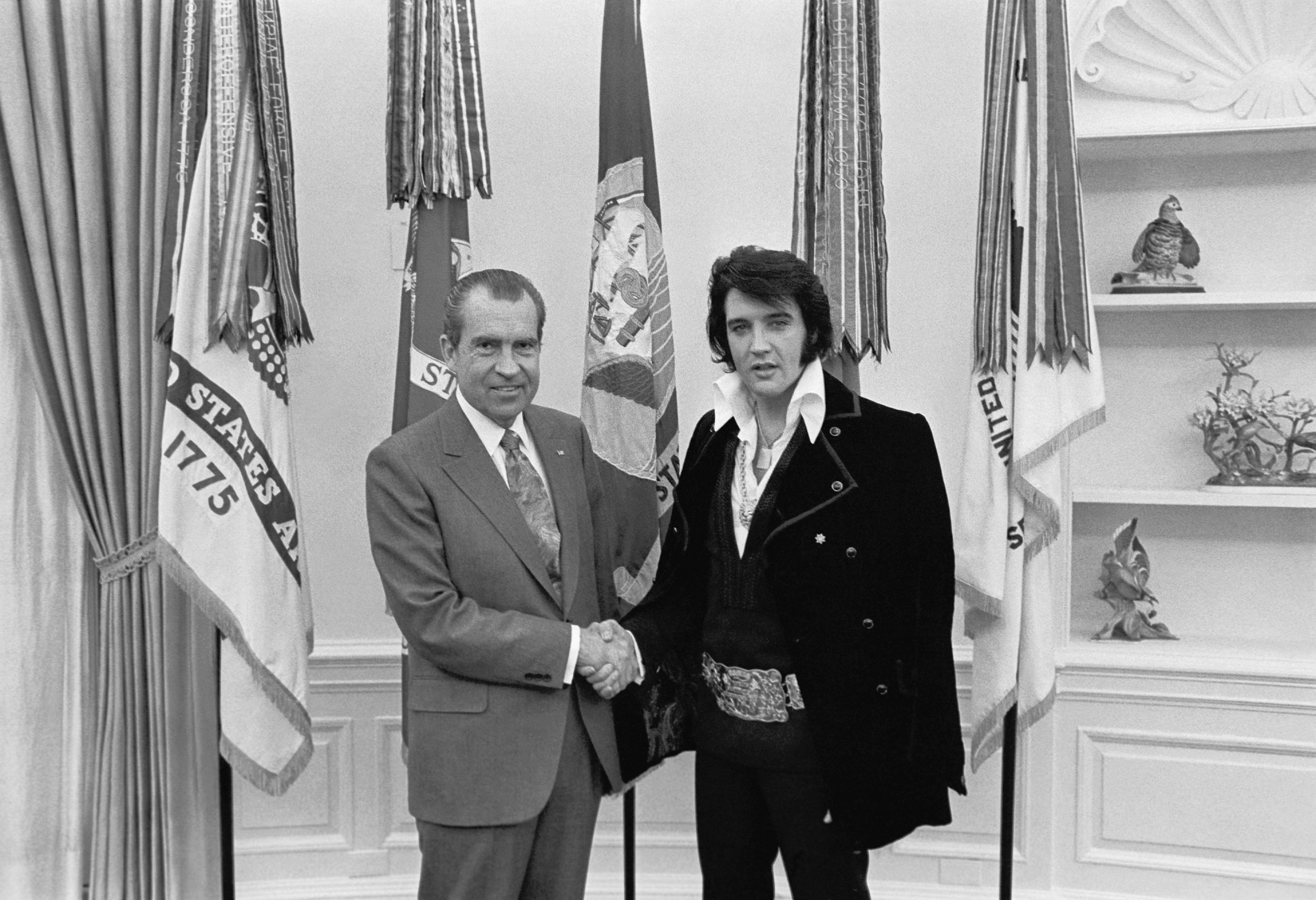
Elvis Presley et Richard Nixon à la Maison-Blanche le 21 décembre 1970.

Le 21 septembre 1969, le président Nixon annonce par surprise l'opération Interception, visant à lutter contre le trafic de cannabis en fouillant chaque véhicule traversant la frontière avec le Mexique. L'opération est un échec, mais réussit à faire de la lutte contre la toxicomanie et du thème de la « drogue » une priorité nationale. C'est dans ce contexte qu'Elvis Presley est invité à la Maison-Blanche pour manifester son soutien à la lutte anti-drogue et obtenir un badge du Bureau fédéral des narcotiques.
Au cours des années 1970, le Mexique se laissera convaincre d'organiser l'opération Condor afin de lutter contre la culture d'opium et de cannabis dans le « triangle d'or », en particulier le Sinaloa. L'opération, elle aussi, échouera : bien que de nombreux petits paysans et petits trafiquants furent arrêtés, des villages entiers furent contraints d'émigrer, tandis que de nombreuses violations des droits de l'homme étaient commises, et qu'aucun gros bonnet n'était capturé.
D'après la DEA, la vente au détail d’héroïne atteint au début des années 1970 un chiffre d'affaires annuel de près de 500 millions de dollars pour la seule ville de New York. Entre le début de la « guerre contre la drogue » lancée par Richard Nixon en 1971 et la fin de l’administration Reagan en 1989, les importations de drogue aux États-Unis ont triplé.
Parallèlement à la politique officielle des États-Unis, la CIA participe à de nombreux trafics de stupéfiants dans le monde afin de financer ses opérations, ce qui conduit parfois à créer de vives tensions entre l'agence de Langley et la DEA, par exemple au Pérou avec l'affaire Fujimori. Pendant la guerre du Viêt Nam, elle finance ainsi les opérations militaires au Laos, menées par les combattants irréguliers Hmong du général Vang Pao, par le trafic d'opium. En Amérique latine, la DEA reçoit pour instructions de la CIA de ne pas perturber le trafic de cocaïne entre la Bolivie et l'Amérique centrale, qui contribue au financement des Contras (paramilitaires anticommunistes du Nicaragua). Dans son rapport du 13 avril 1989, le Comité du Sénat des affaires étrangères mentionna : « Les activités des Contra incluent des paiements aux trafiquants de drogue par le département d’État des États-Unis, autorisés par le Congrès en tant qu’aide humanitaire, dans certains cas après l’inculpation de trafiquants par des agences fédérales, dans d’autres pendant que les trafiquants étaient sous enquête par ces mêmes agences. » 
Depuis les années 1990, les énormes profits du trafic de stupéfiants constituent un risque réel de déstabilisation avec l'augmentation du risque de corruption et l'utilisation d'armes de guerre par les divers cartels. La lutte contre les narcotrafiquants au Mexique constituant, par exemple, la deuxième préoccupation de la CIA en 2009. Au 24 juillet 2010, 51,3 % des prisonniers gérés par le Bureau fédéral des prisons avaient été condamnés dans le cadre de lutte contre les stupéfiants.
Principaux consommateurs mondiaux de drogues, les États-Unis voient d'année en année le nombre de décès provoqués par une surconsommation s'accroitre pour atteindre près de 60 000 en 2016.

## Motivation
Selon les autorités américaines, la principale raison qui pousse les autorités à mener à bien cette lutte est la santé de l'économie. Les consommateurs de drogues sont souvent moins productifs dans le travail[réf. nécessaire]. La consommation de drogues s'est répandue aux États-Unis dans les années 1970.
Le gouvernement américain refuse de voir son avenir être menacé par ce problème. Et cette raison est suffisante selon lui pour justifier les ressources, le temps et les efforts consacrés à la guerre contre les drogues que cela soit sur le territoire des États-Unis ou à l'étranger.
Toutefois, selon Alain Labrousse, les États-Unis sont la seule grande puissance à utiliser systématiquement la guerre à la drogue comme outil de leur interventionnisme.

## Les initiatives mises en œuvre aux États-Unis

### Budget
En 1996, au niveau fédéral, les États-Unis ont affecté plus de quinze milliards de dollars à de tels programmes. De 1987 à 1997, un total de cent dix milliards de dollars ont été consacrés à cette lutte. Il convient d'ajouter à ce total les sommes comparables dépensées à cette fin par les États et les localités, ainsi que celles déboursées par les entreprises, les collectivités, les écoles et les particuliers pour faire face à tous les problèmes liés à la toxicomanie. En tout, cela représente près de cinq cents milliards de dollars. Ce chiffre ne tient pas compte des coûts indirects de la toxicomanie mesurés en souffrances, actes de violence et pertes de vies humaines. Il reflète le poids financier que les lois anti-drogues imposent aux États-Unis, mais aussi selon le gouvernement, sa volonté et celle du public de faire face au problème des drogues sous tous ses aspects.
La grande majorité des crédits fédéraux alloués à la lutte anti-drogue financent les initiatives mises en œuvre sur le territoire même des États-Unis. Il en est de même pour les fonds qu'y consacrent les États, les municipalités et les groupes privés. Cela représente au total plus de trente milliards de dollars par an. Les ressources fédérales consacrées à la lutte contre la drogue sont réparties entre quatre grands domaines : traitement, prévention, répression, et interception et programmes internationaux. Des sommes importantes sont également affectées à la recherche scientifique dans ces mêmes domaines.
| Domaine                     | 1997  | 1998  |
| --------------------------- | ----- | ----- |
| Répression                  | 7,835 | 8,126 |
| Traitement                  | 2,808 | 3,003 |
| Prévention                  | 1,648 | 1,916 |
| Interception                | 1,638 | 1,609 |
| Programmes internationaux   | 0,450 | 0,487 |
| Recherche et renseignements | 0,723 | 0,831 |

#### Mise en place du budget
En 1986, est adopté par le Congrès et signé par le président Ronald Reagan le Anti-Drug Abuse Act. Cette loi débloque 1.7 milliard de dollars afin de financer la lutte contre la drogue dont 97 millions sont alloués à la construction de nouvelles prisons, 200 millions sont dirigés vers la sensibilisation à la consommation et 241 millions de dollar servent à la recherche d'un traitement. Cette loi met en place des peines plancher pour les condamnations liés à la possession et à la vente de drogue; la possession d'au moins un kilogramme d'héroïne ou de cinq kilogrammes de cocaïne devient punissable d'une peine de dix ans. Tandis que la vente de cinq gramme de crack est condamnable par une peine d'au moins cinq ans.
En 1988, le Congrès a créé l'Office of National Drug Control Policy (Bureau chargé de la lutte nationale contre la drogue) qui, sous la direction d'un haut responsable, est chargé de coordonner tous les programmes fédéraux relatifs à la lutte contre les drogues.
Le Congrès exige que l'exécutif lui soumette chaque année sa stratégie nationale de lutte contre les drogues dans le cadre de laquelle le gouvernement doit établir un budget consolidé basé sur ces objectifs. Les seize milliards de dollars sollicités pour l'exercice 1998 répondent à cette exigence.

#### Répartition des ressources
Les ressources prévues pour la répression couvrent un certain nombre d'activités comme les enquêtes judiciaires, les procès, le coût des incarcérations, ainsi que des sommes modestes pour le traitement médical des toxicomanes dans les prisons. Elles comprennent aussi quelque dix millions de dollars destinés au Service national des forêts pour lui permettre de combattre la production illicite de marijuana dans plusieurs parcs nationaux ainsi qu'un appui aux divers États en vue de la destruction des cultures de marijuana.
Les fonds réservés aux traitements médicaux soutiennent des programmes de désintoxication mis en œuvre dans l'ensemble du pays. La majorité des fonds sont fournis sous forme de dotations que les États sont chargés d'administrer en vue du financement de divers programmes allant du suivi médical à long terme en milieu hospitalier à d'autres formes d'intervention conçues pour aider les toxicomanes. On ne guérit pas toujours facilement de la toxicodépendance et le traitement peut parfois durer longtemps. C'est pourquoi les efforts de prévention sont aussi soutenus. L'objectif est de dissuader les usagers en puissance de faire l'essai de la drogue. La majorité des crédits affectés à la prévention sont accordés aux États pour des projets d'information dans les établissements scolaires et pour soutenir les initiatives prises par les coalitions locales afin d'empêcher les enfants de vouloir essayer la drogue.
Selon le gouvernement américain, la prévention est plus efficace si les parents, les responsables locaux, les écoles, les entreprises, le clergé et les étudiants y participent s'appuyant sur les exemples des résultats obtenus à Miami et à Cincinnati. Il se base aussi sur des expériences des années 1980 et du début des années 1990 où les activités ciblant les jeunes auraient permis de réduire de façon significative l'usage expérimental de la drogue. Selon le gouvernement américain, entre 1980 et 1990, la consommation de drogue chez les jeunes aurait baissé de plus de 50 % et celle de cocaïne de plus de 70 %. Le comportement adopté à l'égard des dangers de la drogue aurait également complètement changé durant cette période, et de plus en plus de jeunes considéraient l'usage de la drogue comme dangereux et condamnable. Ces résultats auraient été obtenus en dépit du fait que la drogue restait disponible.
En plus des ressources qu'ils consacrent, sur le plan intérieur, à la lutte contre la toxicomanie, les États-Unis dépensent également des sommes importantes pour barrer la route à la drogue à leurs frontières et au-delà. Ils soutiennent les initiatives internationales visant à empêcher la production et le transit des drogues. Selon le gouvernement américain, la majeure partie des drogues consommée aux États-Unis sont produites illégalement en Asie et en Amérique latine puis introduite en contrebande aux États-Unis par des organisations de narcotrafiquants basées hors des États-Unis. Au cours des cinq dernières années[Quand ?], les États-Unis ont dépensé plus de cinq cents millions de dollars en Colombie, en Bolivie et au Pérou pour financer la répression du trafic des stupéfiants, l'interception des drogues, le développement économique basé sur des cultures de remplacement, le traitement médical, la prévention et l'appui militaire. Ces fonds ont permis de soutenir les initiatives locales visant à combattre la production de drogues illicites, mais aussi à faire face aux menaces que font peser les grandes associations de criminels qui recourent à la violence, à l'intimidation et à la corruption pour saper l'autorité des tribunaux, des milieux d'affaires et des dirigeants politiques.

### Mise en place d'une législation
La campagne des États-Unis contre la toxicomanie n'a pas simplement consisté à débourser des fonds. Les États-Unis, et le Congrès en particulier, ont été les premiers à élaborer des lois mettant en place le cadre juridique permettant de combattre la production de drogue et le blanchiment d'argent que procure son commerce. À ce propos, ils ont mis sur pied certaines des premières lois contre le blanchiment d'argent et les activités criminelles des trafiquants. Ces mesures obligent notamment les banques à signaler aux autorités tout dépôt de plus de dix mille dollars, pour empêcher que les transactions en espèces ou non monétaires ne masquent la véritable origine des fonds. Ces lois contiennent des clauses qui autorisent la saisie de biens acquis directement ou indirectement grâce à la contrebande et à la vente de stupéfiants. Elles sont invoquées de façon intensive contre les particuliers qui participent au commerce des drogues, aux États-Unis comme à l'étranger.
Pour enrayer la production de drogues, les États-Unis ont également adopté une loi[Quand ?] permettant de contrôler la vente et le transit des précurseurs chimiques utilisés lors de la production des substances illicites. Cette loi permet aux services américains chargés d'assurer le respect des lois d'empêcher le détournement de produits chimiques indispensables à la production de certaines drogues. Les États-Unis encouragent les autres pays à adopter des lois semblables et collaborent avec les sociétés pour mettre au point des mécanismes auto-régulateurs. Cependant, il y a encore de nombreux pays qui n'ont pas adopté de normes permettant d'obtenir l'application des lois en vigueur.
Dans le cadre de leurs efforts en faveur d'une campagne internationale contre les drogues, les États-Unis collaborent également avec la communauté internationale, et notamment avec les pays membres du groupe des Sept, pour encourager l'adoption de normes internationales de contrôle financier par le truchement de la « Financial Action Task Force » (groupe spécial d'action financière). Le Congrès met aussi l'accent sur le respect international de la Convention contre le trafic illicite de stupéfiants et de substances psychotropes de 1988. Les États-Unis ont en outre fourni des fonds au Programme des Nations unies pour le contrôle international des drogues afin de diriger dans de nombreux pays le suivi médical des toxicomanes, la prévention, la destruction des plantes narcotiques et la mise en œuvre de projets de développement reposant sur des cultures de substitution. Conjuguées aux programmes nationaux, ces initiatives entrent dans le cadre d'une stratégie visant à juguler tous les problèmes causés par la production, le trafic et l'usage des drogues dans le monde.

## À l'étranger
Les États-Unis s'investissent aussi dans des campagnes de financement de cultures alternatives ou de fumigations à l'extérieur de leur territoire.
Le « Plan Colombie » a été mis en place en 1999-2000 sous la pression des États-Unis, mais l'Europe a refusé de le cofinancer en estimant qu'il s'appuie sur une logique de guerre, étant donné que 70 % des financements servent au renforcement du potentiel militaire des forces de répression colombienne,.
Ce pays aide également le Mexique dans le cadre de la lutte contre les narcotrafiquants au Mexique dans le cadre de l'initiative de Mérida, et tentent de limiter la narco-économie en Afghanistan durant la guerre d'Afghanistan de 2001.
L'accord de San José signé en 2003 au Costa Rica et entré en vigueur en 2008 facilite la coopération entre États dans la région des Caraïbes.

## Controverse
Si la politique officielle vise à une lutte anti-drogue, il existe de nombreux exemples de soutien à des groupes ou des organisations criminelles en rapport avec le trafic de stupéfiants par les services secrets américains afin de servir leurs objectifs politiques. Ces exemples témoignent d'une politique envers les drogues assez aléatoire.
La Central Intelligence Agency (CIA) est mise en cause par un rapport du Sénat américain en 1986 concernant son alliance avec les barons de la drogue colombiens afin de financer des groupes paramilitaires anticommunistes en Amérique centrale.
En septembre 1986, les assassinats par des trafiquants boliviens du naturaliste Noel Kempff Mercado et de deux autres scientifiques dans les monts Caparuch entrainent une controverse en Bolivie sur l'hypothèse d'une collaboration entre les trafiquants et la DEA. Cette dernière, alertée depuis des années sur la présence d'un camp dans cette zone, puis de l’enlèvement des scientifiques, s'était toujours refusée à intervenir. Mis en cause, le directeur de la DEA pour l’Amérique du Sud, Frank Macolini, reconnait au sein de l’ambassade américaine de La Paz (sans que rien filtre à l’extérieur dans un premier temps) avoir reçu pour instructions de la CIA de ne pas perturber le trafic de cocaïne entre la Bolivie et l'Amérique centrale, qui contribue au financement des Contras (paramilitaires anticommunistes du Nicaragua). Le député Edmundo Salazar, qui après avoir enquêté sur l'affaire s’apprêtait à demander au Congrès bolivien l'expulsion de la DEA, est assassiné en octobre 1986. Son épouse, Elena Oroza, est assassinée en octobre 1994 après avoir annoncé qu'elle allait dévoiler le dossier de son époux à la presse.
Certains auteurs avancent que cette lutte anti-drogue cache des intérêts économiques par exemple en Amérique du Sud où avec ou sans guerre des drogues, les États-Unis doivent maintenir une présence militaire afin de protéger les quelque 5 000 km de pipe-lines qui les alimentent. Alexander Shulgin y voit également une dérive totalitaire et une intrusion des militaires dans la vie civile,. Eugene Jarecki, dans son documentaire The House I Live In, y voit une guerre contre les pauvres et, en particulier contre les noirs des quartiers défavorisés.
Des sources contradictoires dénoncent au contraire l'importance des sommes dépensées comparées à leur peu de résultats. Selon l'organisation non gouvernementale Washington Office on Latin America dans son rapport de 2004, le nombre de consommateurs de drogue aux États-Unis serait resté plutôt stable voire aurait augmenté après 25 ans de lutte anti-drogue et les prix des produits auraient diminué augmentant la facilité d'accès à ces produits.
En 2009, le ministre mexicain de la Sécurité publique déclare que le trafic de drogue aux États-Unis génère des gains annuels de 63 milliards de dollars. Le kilogramme de cocaïne se vend près de 50 fois plus cher aux États-Unis et en Europe qu'en Colombie ou au Mexique, jusqu'à 97 400 dollars.